# إل. إتش. كون
إل. إتش. كون هو سياسي أمريكي، ولد في 6 أكتوبر 1842 في ميزوري في الولايات المتحدة، وتوفي في 4 يونيو 1903 في إيفرت في الولايات المتحدة. نشط حزبياً في الحزب الجمهوري. وقد انتخب عضو مجلس نواب واشنطن ‏.